# 予約
予約（よやく）とは、将来において契約を成立させることを約束する契約。将来成立する契約を本契約と呼び、予約により本契約を成立させる権利を予約完結権と呼ぶ。
- 一方の予約 - 当事者の一方のみが予約完結権を持つ。
- 双方の予約 - 当事者の双方が予約完結権を持つ。

予約完結権を有する当事者（予約権者）が相手方に対し、予約完結権を行使する旨の意思表示を行うと、本契約が当然に成立する。予約完結権は一般の債権と同様に、行使可能な時から10年で消滅時効にかかる（最判昭和33年11月6日民集12巻15号3284頁）。
民法は売買の一方の予約について規定を置き（556条）、他の有償契約に準用する旨定めている（559条）。消費貸借の予約については589条に特則がある。不動産の売買予約については、所有権移転請求権の仮登記をすることができる（不動産登記法105条2号）。

## 法律用語以外としての「予約」

### 通常法的には本契約である取引

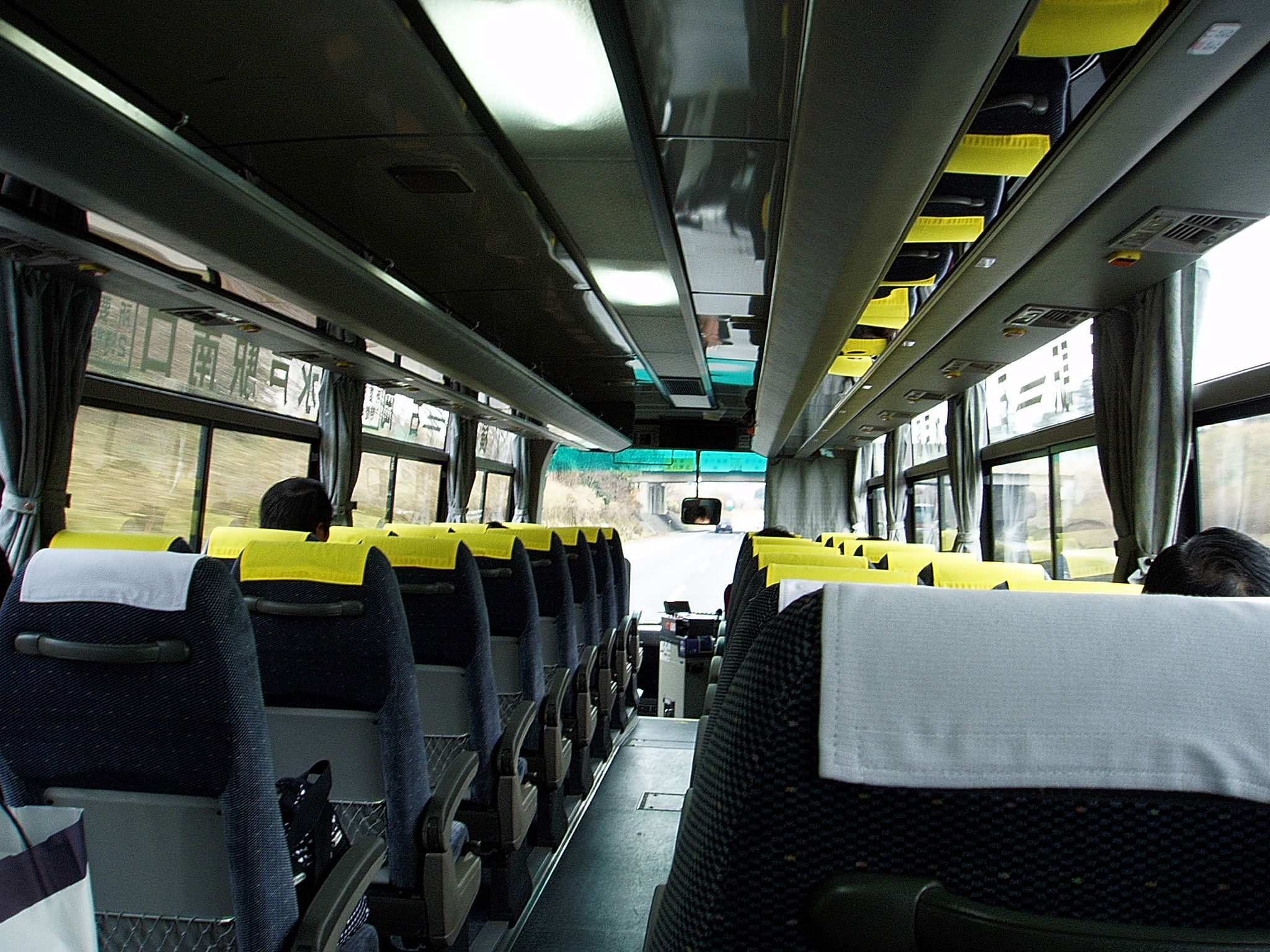
黄色いカバー＝予約席（ベイライナー水戸・横浜号）

将来発売される何らかの商品を購入する契約や、将来日・時間を指定して何らかのサービスを利用する権利を確保する契約を結ぶことを、一般的に予約という。ただしこれらは通常法的には本契約にあたる。たとえば以下のような契約がある。
- 予約販売 - 予約完結権の行使などの別途の意思表示なくして、将来の一定の日に売主が買主に目的物を引き渡すという販売形式。売買契約である。
- コンサート、イベントのチケット先行予約 - 一般販売より前にファンクラブやラジオ番組などで行われる場合が多い。
- ゲームソフト - 売り切れが予想される、あるいは売り切れの為に入荷待ちとなっている人気タイトルを入手する手段として予約する。
- 病院、診療所など - 訪問、診察日時を予め申し込む。
- 似たものとして、自動車販売店などにショップオプションなどをあらかじめ注文しておき、指定した日時に来店して取り付けてもらうなど。あらかじめ日時を指定しておくので、来店時に順番待ちなどで待機する時間が少なくて済むメリットがある。
- 会社の業務において、共用機器の使用権利を予め確保しておくことも予約と呼ばれる場合がある。
- 交通機関（列車・高速バス・航空機・船舶など） - 将来の指定した日に指定した便を利用する権利をあらかじめ確保しておくことを予約と呼ぶ。座席まで確保されるものもあれば、座席までは確保されないものもある。チケットを販売・購入することを約束しただけでまだチケットを購入していない場合もあれば、すでに代価を支払ってそのチケットを購入している場合もある。

### 契約以外の予約

#### 機械の予約
機械に対し、条件が満たされたとき（たとえば時刻）に自動作動させることを予約と言う。「録画予約」がその例である。

#### 規格の予約
工業規格などで、あるシンボルが別の用途で使われる（あるいは、使われる予定である）ため、その用途には使えないとき、予約されていると言う。
- コンピュータ言語の予約語。言語仕様上のキーワード等に使われるため、プログラマは予約語を識別子として使うことはできない。
- 符号化文字集合などの符号のうち、将来拡張されて使用されうるなどの理由で、（現在は）意味が割り当てられていない符号を、予約されていると言う。